# 藤間流
藤間流（ふじまりゅう）は、日本舞踊における流派の一つ。日本舞踊における五大流派の一つに数えられる。1704年頃に藤間勘兵衛が創流し、今日では「家元」勘右衛門派と、「宗家」勘十郎派の二派に大別される。また藤間流からは藤陰流や松本流などが派生している。おおまかな振りの舞踊が特徴で、花柳流の細かい振付と対照的に比較される。

## 系統

### 勘兵衛派
藤間流を立てた藤間勘兵衛の系統。1906年に断絶し、勘兵衛の名跡は勘十郎派に預けられている。
- 藤間勘兵衛 (初代)（? - 1769年）武州入間郡藤間村（現川越市大字藤間）の出身。志賀山流門下で修行を積み、振付師として活躍した。
- 藤間勘兵衛 (2代)（? - ?）初代の実子が襲名。
- 藤間勘兵衛 (3代)（? - 1822年）二代の女婿で、家庭の不和から一時藤間を離れ、勘十郎を名乗る。4代以降は女系で踊りの師匠となった。

### 勘右衛門派
弘化2年（1845年）、初代藤間勘右衛門が創流。
- 初代藤間勘右衛門は、四代目藤間勘兵衛の門下。一時七代目市川團十郎の門下で市川金太郎を名乗る。元歌舞伎役者。長唄の歌い手だった父・富士田勘右衛門の名を名跡とした。
- 二代目藤間勘右衛門は、初代の子。明治時代に振付の名人として知られた。
- 三代目藤間勘右衛門は、二代目の養子。歌舞伎役者の七代目松本幸四郎。
- 四代目藤間勘右衛門は、三代目の三男。歌舞伎役者の二代目尾上松緑。
- 五代目藤間勘右衛門は、四代目の長男。歌舞伎役者の初代尾上辰之助（歿後、三代目松緑を追贈）。
- 六代目藤間勘右衛門は、五代目の長男。歌舞伎役者の四代目尾上松緑。

### 勘十郎派
藤間大助によって立てられた。大助は養父の3代勘兵衛との仲が悪く、後に和解するものの、養家に遠慮して分家し、初代勘十郎を名乗った。
- 藤間勘十郎 (初代)（1796年 - 1840年）勘兵衛を初代に数えず、その養子藤間大助が一年だけ名乗ったのを初代とする。
- 2代から5代までは女で、劇場振付は行わなかった。
- 藤間勘十郎 (5代)は、隠居して初代藤間勘祖
- 藤間勘十郎 (6代)は、藤間勘祖 (2世)
- 藤間勘十郎 (7代)は女、藤間高子、藤間勘祖 (3世)
- 藤間勘十郎 (8代)は藤間良。

### その他の藤間流分派
紋三郎派
昭和32年（1957年）、歌舞伎役者・二代目尾上幸蔵の長男で、六代目勘十郎の内弟子だった尾上紋三郎改メ藤間紋三郎と、妻の美保が創流。
藤間新流
昭和33年（1958年）、高橋是清の孫娘で六代目勘十郎に師事した藤間勘素娥が創流。
東扇会
昭和38年（1963年）、勘十郎に師事した藤間麗基代が創流。大衆に日本舞踊を伝えることを目標としている。
紫派
昭和62年（1987年）、藤間紫が創流。夫の三代目市川猿之助率いる猿之助一座の若手への指導を行ったことから、澤瀉屋一門には藤間の名取となる役者もいる。